# Oblika vode
Oblika vode (angleško The Shape of Water) je ameriški romantični temno-fantazijski film iz leta 2017, ki ga je režiral Guillermo del Toro in zanj napisal scenarij skupaj z Vanesso Taylor. V glavnih vlogah nastopajo Sally Hawkins, Michael Shannon, Richard Jenkins, Doug Jones, Michael Stuhlbarg in Octavia Spencer. Dogajanje je postavljeno v Baltimore leta 1962 in prikazuje zgodbo neme čistilke v strogo varovanem vladnem laboratoriju, ki se zaljubi v ujeto humanoidno dvoživki podobno bitje. Snemanje je potekalo v kanadskem mestu Hamilton med avgustom in novembrom 2016.
Film je bil premierno prikazan 31. avgusta 2017 na Beneškem filmskem festivalu, kjer je osvojil glavno nagrado zlati lev. Prikazan je bil tudi na Mednarodnem filmskem festivalu v Torontu. V ameriških kinematografih je bil premierno predvajan 1. decembra 2017 v dveh New Yorških kinematografih, od 23. decembra pa po celi državi. Prinesel je več kot 195 milijonov USD prihodkov po svetu in naletel na dobre ocene kritikov, ki so pohvalili igro, scenarij, režijo, posebne učinke, scenografijo in glasbeno podlago ter ga označili za najboljši Del Torov film od Favnovega labirinta. Ameriški filmski inštitut ga je uvrstil med deset najboljših ameriških filmov leta. Na 90. podelitvi je bil nominiran za oskarja v trinajstih kategorijah, nagrajen pa je bil za najboljši film, režijo, scenografijo in izvirno glasbeno podlago. Osvojil je tudi zlata globusa za najboljšo režijo in glasbeno podlago ter nagrade BAFTA za najboljšo režijo, glasbo in scenografijo. Marca 2018 je izšel po filmu napisan roman del Tora in Daniela Krausa.

## Vloge
- Sally Hawkins kot Elisa Esposito
- Michael Shannon kot Richard Strickland
- Richard Jenkins kot Giles
- Doug Jones kot »človek dvoživka«
- Michael Stuhlbarg kot Robert Hoffstetler / Dimitri Mosenkov
- Octavia Spencer kot Zelda Delilah Fuller
- Nick Searcy kot Frank Hoyt
- David Hewlett kot Fleming
- Nigel Bennett kot Mihalkov
- Stewart Arnott kot Bernard
- Lauren Lee Smith kot Elaine Strickland
- Martin Roach kot Brewster Fuller
- John Kapelos kot g. Arzoumanian
- Morgan Kelly kot Pie Guy
- Wendy Lyon kot Sally